# موكا

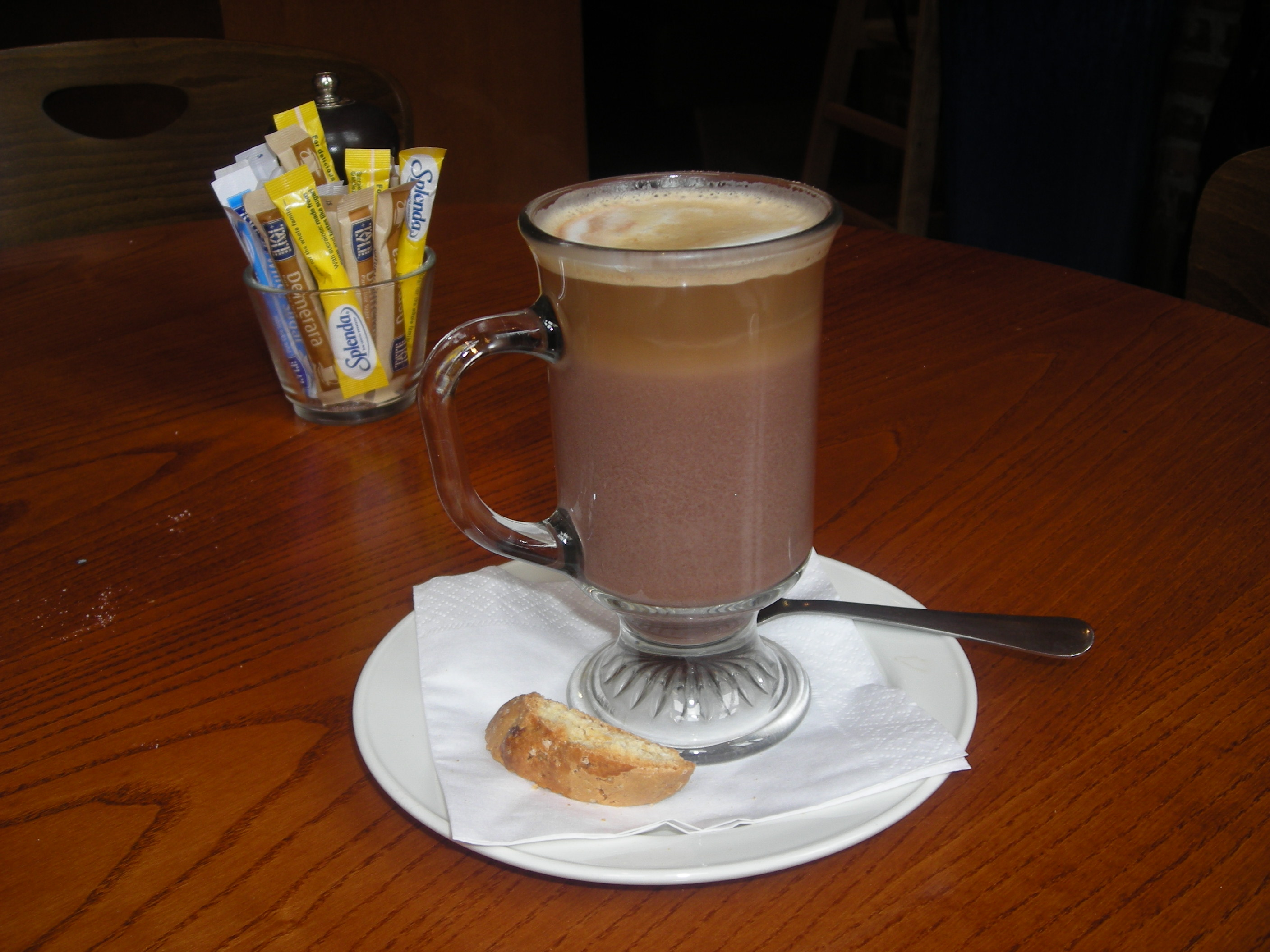
فنجان من قهوة المُخاويّة

القهوة المُخاويّة أو الموكا (بالإيطالية: Caffe Mocha)‏، نوع من أنواع القهوة، جاءت تسميته من ميناء المخا Mocha وهو أشهر ميناء كان يصدر منه البن اليمني إلى أنحاء العالم، وتتألف من القهوة السادة الثقيلة بمقدار الثلث، وثلث من الشوكولاتة الحارة غير المحلاة، وثلث من الحليب الفوار إلى درجة إخراج رغوة، وتقدم بكوب كبير.

## أصل التسمية
يرجع أصل التسمية إلى مدينة المخا الساحلية في غرب اليمن والتي كانت تصدر أجود أنواع حبوب القهوة إلى كافة دول العالم ومنها انتشرت كلمة مخأ وتحولت إلى موكا.

## إعدادها
تختلف طريقة إعدادها بين بلد وآخر بإضافة عناصر أخرى كالسكر والحليب والشيكولاتة. وقد تختلف التسمية بعض الشيء كأن يطلق عليها الإيطاليون الموكاتشينو كما أطلقوا اسم الكابتشينو على طرق إعداد أخرى من القهوة والحليب.

## المعلومات الغذائية
تُحَضَّر المُخاويّة باستخدام الحليب، الكوفي مايت، بودرة الكاكاو، النسكافيه والسكر.
يحتوي كل كوب من المُخاويّة بحسب موقع شهية، على المعلومات الغذائية التالية:
- السعرات الحرارية: 126
- الدهون: 5
- الدهون مشبعة: 3
- الكوليسترول: 8
- الكاربوهيدرات: 20
- البروتينات: 3